# Râul Prut
Prutul (în ucraineană Прут, transliterat: Prut) este un râu având lungimea de 953 km, ce izvorăște în apropiere de muntele Hoverla din Carpații Păduroși din Ucraina, de unde curge spre est, mare parte din curs fiind apoi pe direcția sud-est. Se varsă în Dunăre, unde este insula Ostrovul Prut, lângă Reni, la est de orașul Galați. Formează granița României cu Republica Moldova și parțial cu Ucraina. În perioada interbelică, râul era navigabil până la Ungheni, însă în perioada comunistă navigația pe râu a fost treptat abandonată, cursul nemaifiind întreținut. Principalii afluenți pe partea dreaptă sunt Ceremuș, Bașeu și Jijia (cu afluentul principal Bahlui). Pe râul Prut există o amenajare hidroenergetică (barajul de la Stânca-Costești) realizată împreună cu Uniunea Sovietică (actualmente Republica Moldova).

## Etimologie
Documentar, hidronimul apare menționat cu forme diferite: Pyretos (Herodot, 484–425 î.Hr.), Porat (Constantin Porphyrogenetul, 905–959 d.Hr.). Versiunile etimologice cunoscute până acum rămân, deocamdată, controversate. La baza acestui hidronim ar putea sta un radical geto-dacic: *proth („pârâu”, „râu”) sau preindo-european: *p(r)t- (*p(l)t-) („(râu) plin, larg”). Rămân controversate alte versiuni ale provenienței denumirii: scită port („vad”), greacă pyretos („zbuciumat”), iraniană prtu („loc de trecere”). Primele mențiuni documentare ale Prutului apar în acte moldave care datează de la începutul sec. al XV-lea (1409, 1424, etc.).

## Afluenți
Afluenți de stânga:

În Ucraina: Foreșaika, Parodcik, Pruteț, Iablonițki, Janka, Kamenka, Peremîska, Liubijnia, Krasnîi, Тlumacik (Tolmacik), Kolamîika (Kosacev), Тurka, Ciorniava, Oreleț, Okno, Sovița, Sovița II, Șubraneț, Gukis, Rekitneanka (Răchitna) (Staraia Granița), Rîngaci, Dinauțî, Cerlena, 
În Republica Moldova: Râul Lopatinca, Racovăț, Medvenka (Medvedca), Larga, Vilia, Dradiște, Ciuhur, Camenca, Gârlișoara, Gârla Mare, Delia, Bratulianca, Nârnova, Lăpușna, Sârma, Sărata, Tigheci, Larga, Valea Halmagei, 
Afluenți de dreapta:

În Ucraina: Ovirnî, Pihî, Pruteț Cemegovski, Oslava, Kobîlița, Șibeika Velikaia, Sopovka, Pistînka, Rîbnîția, Ceremuș, Brusnița, Derelui, Vița, Molnița, Herța; 
În România: Poiana, Cornești, Isnovăț, Rădăuți, Ghireni, Volovăț, Badu, Bașeu, Corogea, Berza Veche, Râioasa, Soloneț, Cerchezoaia, Jijia, Cozmești, Bohotin, Moșna, Pruteț, Sărata, Râul Ruginos, Gârla Boul Bătrân, Elan, Horincea, Oancea, Stoeneasa, Chineja.

## Localități

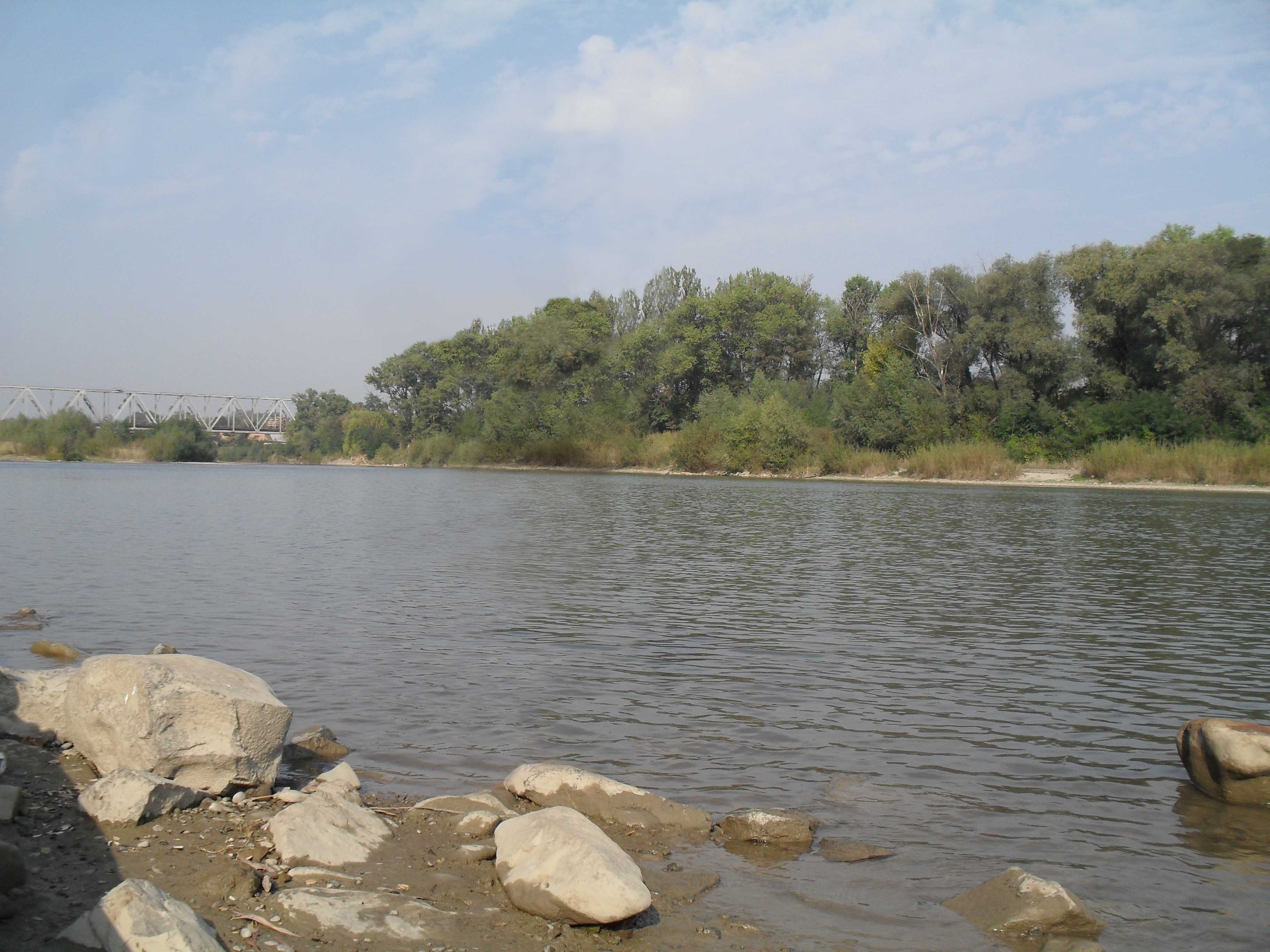
Prutul în preajma Unghenilor.

Cel mai mare oraș din calea sa este Cernăuți, în Ucraina. Alte orașe apropiate de cursul său sunt: Darabani și Huși, în România, și Ungheni și Cahul, în Republica Moldova.

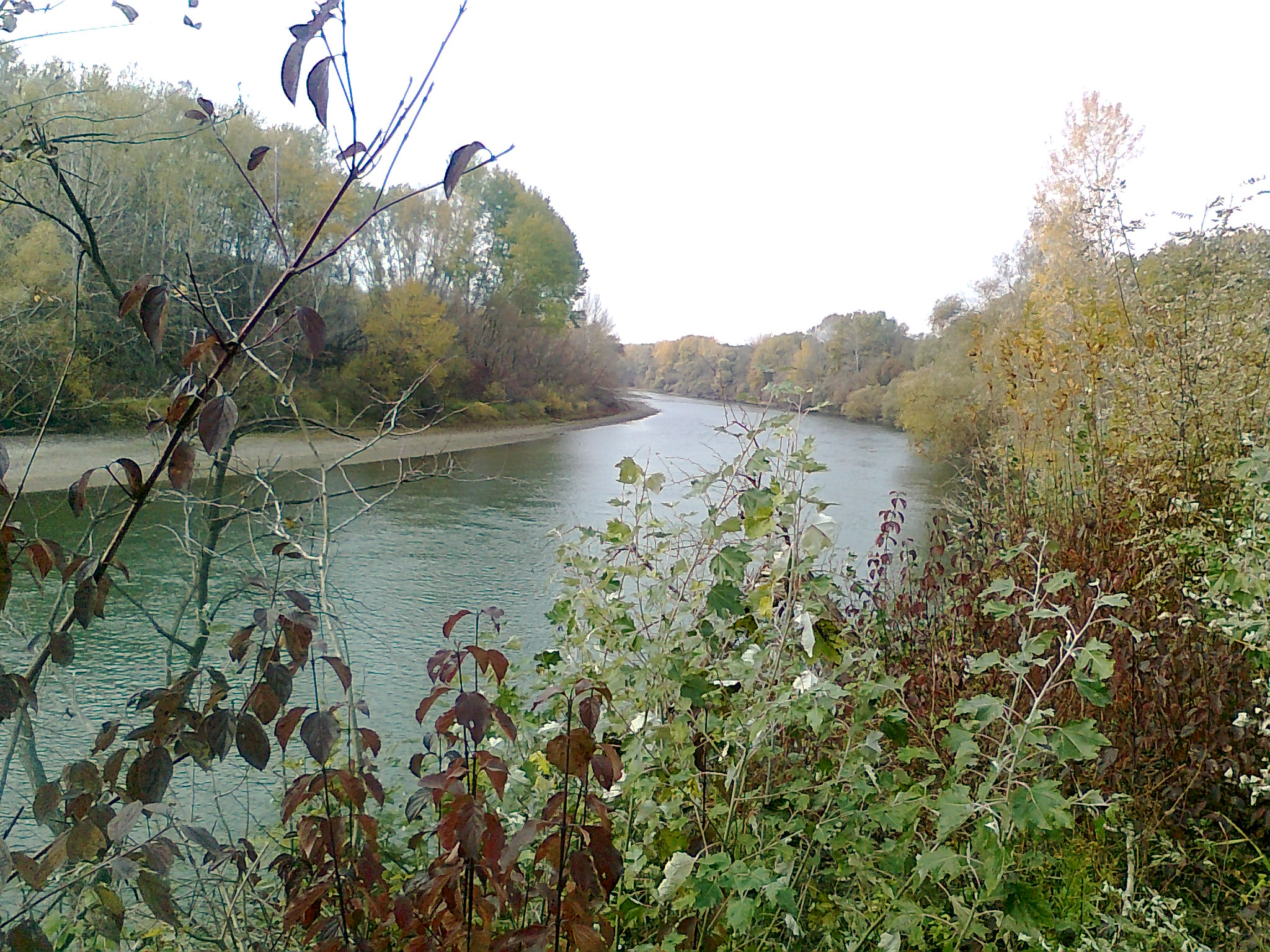
Prutul între județul Botoșani și raionul Glodeni.

Pe teritoriul României râul are o lungime de 742 km, un bazin hidrografic de 10.990 km² și un debit mediu multianual de 450 m³/sec. Pe o porțiune de 39,4 km marchează frontiera româno-ucraineană, pe o porțiune de 681,3 km (din care 73,9 km sunt alcătuiți din lacul Stânca-Costești) marchează frontiera dintre România și Republica Moldova.
În cursul său superior este un râu tipic montan, valea lui e îngustă cu versanți înalți și abrupți, curgerea rapidă, iar în albie se întâlnesc multe praguri. În cursul de mijloc Prutul formează meandre. În lunca sa, are viteza 1,5 m/s iar pe un sector mic, unde întretaie șirul de recife, valea Prutului se îngustează până la câteva sute de metri căpătând formă de chei. 
Mai spre sud valea râului se lărgește până la 5-6 km, cursul devine liniștit, malurile nu sunt înalte, capătă formă simetrică pe versanți și sunt bine exprimate terasele. În cursul său inferior valea râului Prut se lărgește considerabil până la 8-10 km, râul formează meandre, se ramifică în brațe, versanții devin mai domoli, pe alocuri fragmentați de ravene, lățimea albiei variază între 100 și 440 m, adâncimea maximă e de 6-8 m, iar viteza se micșorează până la 0,7 m/s.
Odată cu creșterea nivelului apelor Dunării, Prutul își încetează scurgerea, se revarsă, inundând suprafața vastă a luncii sale. Lunca râului este parțial înmlăștinită. Încă în prima jumătate a secolului XX, o parte a luncii Prutului era ocupată de bălți, mlaștini, lacuri în care viețuia o lume animală acvatică foarte bogată (pești, păsări, mamifere). Acest sector al luncii Prutului reprezenta un minunat și miraculos paradis al naturii. 
Mihail Sadoveanu, vizitând Basarabia, a lăsat următoarea descriere: „Apele acelea nesfârșite care domneau pretutindeni într-un ținut întreg alcătuiau o stăpânire a necunoscutului și a tainei. De la mistrețul ce dormitează pe plavii, de la lebedele și pelicanii care înspumează noaptea înegrul ghiolurilor până la popoarele de păsărele, până la puzderia de pești, până la nesfârșitele miliarde de gângănii – toate trăiesc din apele acestea care au întins o bogată împărăție, care aduc nămolul plin de hrană din munții și câmpiile depărtării…”

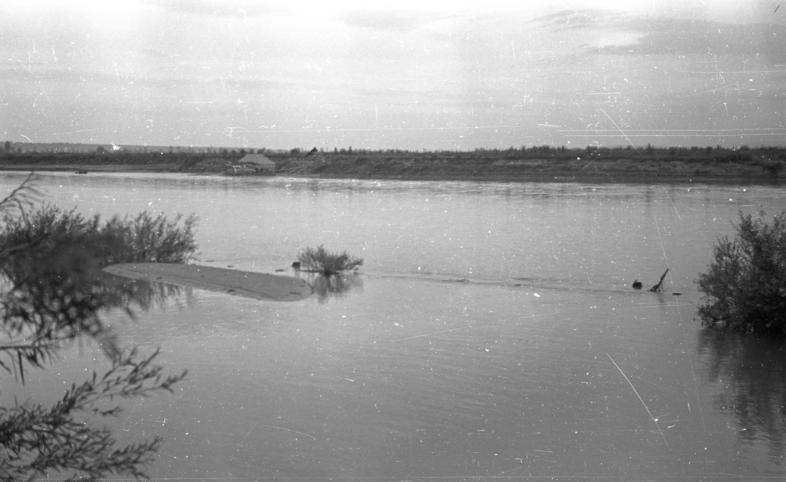
Prutul în zona actualei frontiere dintre România și Republica Moldova, sectorul sudic. Vedere către malul basarabean

În ultimele decenii cea mai mare parte din bălțile, lacurile și mlaștinile Prutului au fost desecate. Fostele mlaștini au devenit terenuri agricole. În 1976 lângă localitățile Stânca și Costești, URSS împreună cu România au construit un baraj, un lac de acumulare și o hidrocentrală. Odată cu acestea au încetat viiturile și inundațiile periodice ale luncii Prutului. Dacă anterior terenurile de luncă erau alimentate de mâlul mănos adus de apele râului în timpul inundațiilor și viiturilor, fostele soluri fertile ale luncii s-au degradat și au devenit salinizate. Nivelul apei în Prut a scăzut considerabil în scopuri economice. Acesta a limitat aprovizionarea cu apă a lacurilor, bălților, mlaștinilor care au rămas, dar a căror suprafață continuă să se micșoreze. Scurgerea anuală a Prutului de la izvor până la vărsare este de 2,9 km cubi de apă.
Iată ce scria despre apa Prutului Dimitrie Cantemir: „Apa Prutului, dintre cele cunoscute nouă este cea mai sprintenă și cea mai sănătoasă, deși apare tulbure din cauza nisipului pe care îl târâie cu sine. Observată totuși într-un vas de sticlă se precipită, rămânând lichid foarte limpede…”.
În prezent calitatea apei Prutului nu se mai aseamănă cu cea a râului de pe timpul lui Dimitrie Cantemir. Ea este poluată de diferite substanțe chimice și organice. Însă după epurare apa Prutului se folosește ca apă potabilă în localitățile riverane. Ea se întrebuințează de asemenea pentru irigare în industrie și în alte domenii ale economiei naționale. Prutul este navigabil numai în cursul său inferior. Apa râurilor mici este foarte poluată din cauza evacuării în ele a apelor reziduale, deșeurile de la diferite întreprinderi industriale și a apelor murdare din canalizările localităților urbane și rurale. Unele dintre aceste râuri s-au transformat în simple canale de scurgere.

## Fauna ihtiologică
În râul Prut au fost identificate 44 de specii de pești: 
- Abramis brama danubii (L) = Plătică
- Abramis sapa (Pallas) = Cosac cu bot turtit
- Acipenser ruthenus (L) = Cegă
- Alburnus alburnus (L) = Obleț
- Alosa caspia nordmanni (Ant.) = Rizeafcă
- Aristichthys nobilis (Rich.) = Novac
- Aspius aspius (L) = Avat
- Barbus barbus (L.) = Mreană
- Blicca bjoerkna (L) = Batcă
- Carassius auratus gibelio (Bloch) = Caras argintiu
- Carassius carassius (L) = Caracudă
- Chondrostoma nasus (L) = Scobar
- Cobitis taenia (L) = Zvârluga
- Ctenopharyngodon idella (Vall.) = Cosaș
- Cyprinus carpio (L) = Crap
- Esox lucius (L) = Știuca
- Gobio albipinnatus belingi (Fang) = Porcușor de șes
- Gobio gobio (L) = Porcușor
- Gobio kessleri (Dybow) = Porcușor de nisip
- Gymnocephalus cernuus (L) = Ghiborț
- Hypophthalmichthys molitrix (Vall.) = Sânger
- Lepomis gibbosus (L) = Biban-soare
- Leucaspius delineatus (Heck) = Fufă
- Leuciscus cephalus (L) = Clean
- Leuciscus idus (L) = Văduviță
- Leuciscus leuciscus (L) = Clean mic
- Misgurnus fossilis (L) = Țipar
- Neogobius fluviatilis (Pall) = Ciobănaș
- Neogobius kessleri (Guen) = Guvid de baltă
- Noemacheilus barbatulus (L) = Grindel
- Pelecus cultratus (L) = Sabiță
- Perca fluviatilis (L) = Biban
- Proterorhinus marmoratus (Pall) = Moacă de bradiș
- Pseudorasbora parva = Murgoi bălțat chinezesc
- Pungitius platygaster (L) = Osar
- Rhodeus sericeus amarus (Bloch) = Boarță
- Rutilus rutilus heckeli (Nord) = Ocheană, Tarancă
- Rutilus rutilus (L) = Babușcă
- Scardinius erythrophthalmus (L) = Roșioară
- Silurus glanis (L) = Somn
- Stizostedion lucioperca (L.) = Șalău
- Vimba vimba vimba (Lin) = Morunaș
- Zingel streber (Sieb) = Fusar
- Zingel zingel (L) = Pietrar

## Mențiuni literare
În romanul Nicoară Potcoavă (1952) al lui Mihail Sadoveanu, grupul lui Nicoară Potcoavă trece apa Prutului în vara anului 1576 pe un pod din dubasuri la un vad din amonte de Ștefănești, înspre prutețul lui Axinte. Scriitorul descrie astfel acest râu: „Apa acelui râu mare și larg se umflase de ploile din sus și măturase ca pe nimic podul umblător. Podarii fugeau cu căruțele la vale, în lungul malului, ca să prindă șăicile oprite prin scruntare și grinzile risipite de pe unde le aruncaseră talazurile.”

## Imagini

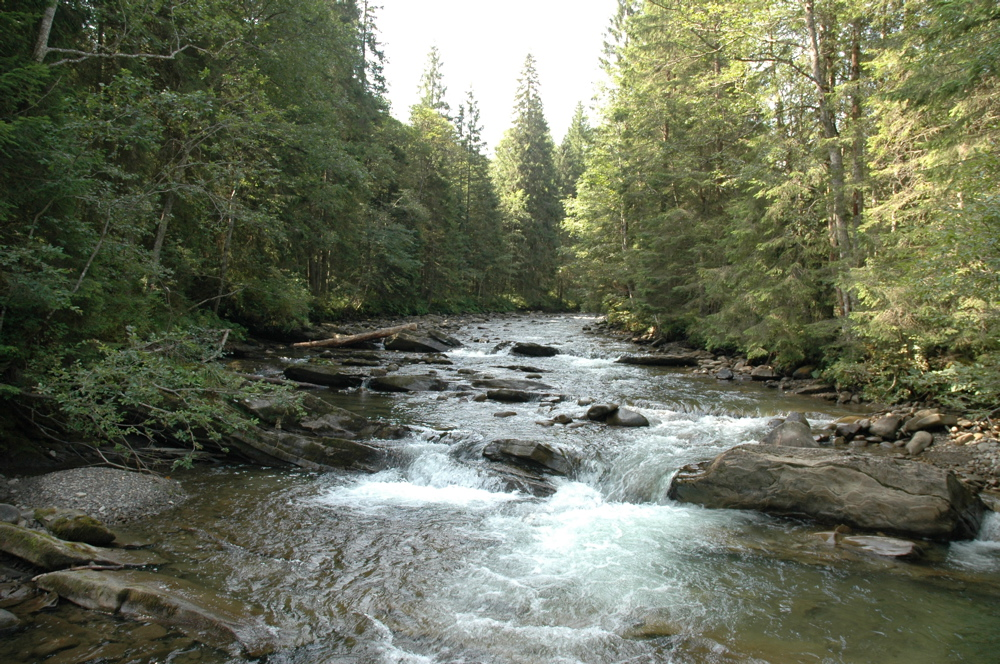
Râul Prut în apropiere de Hoverla (Ucraina)
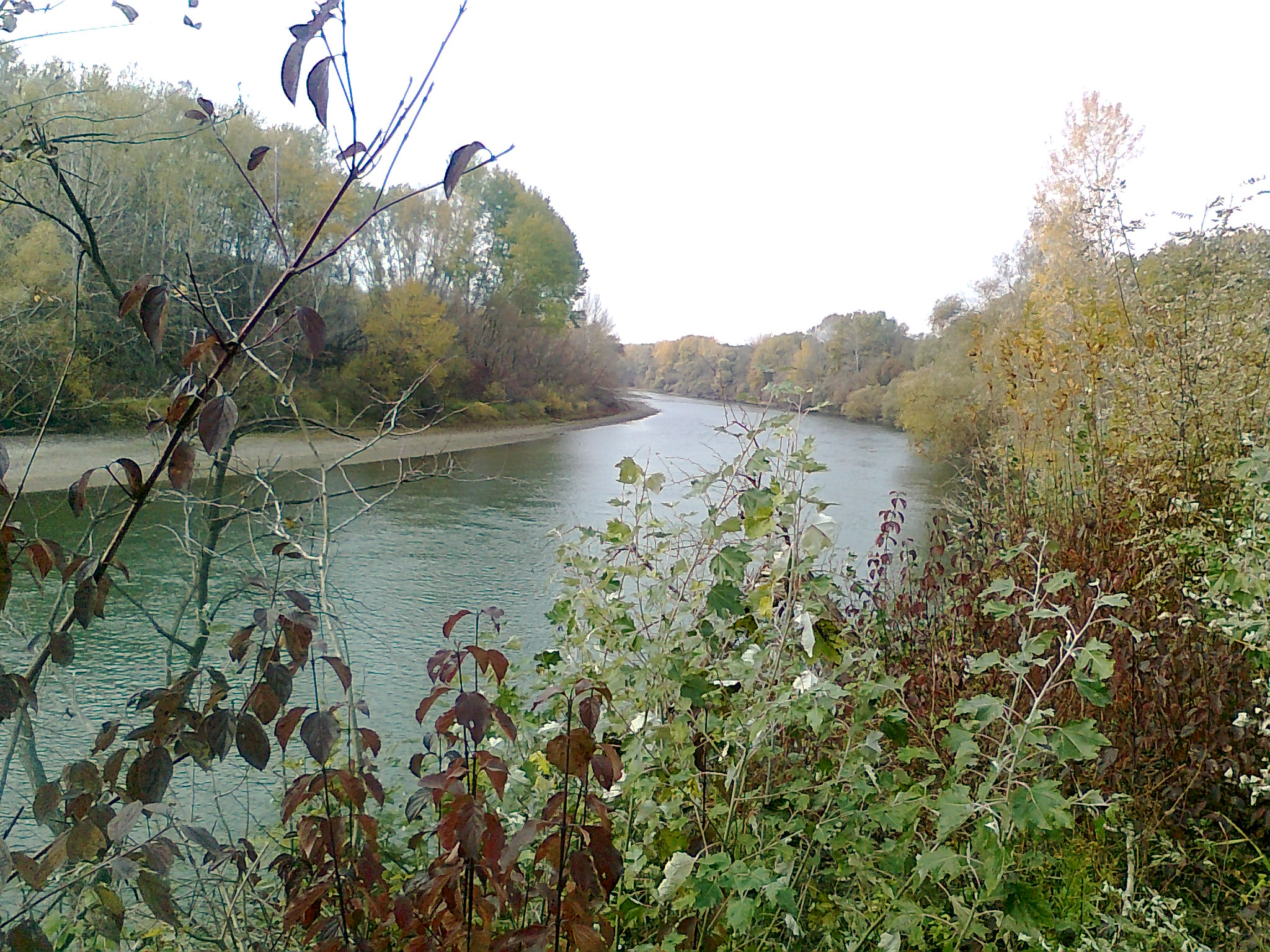
Râul Prut în apropiere de Dămideni și Balatina
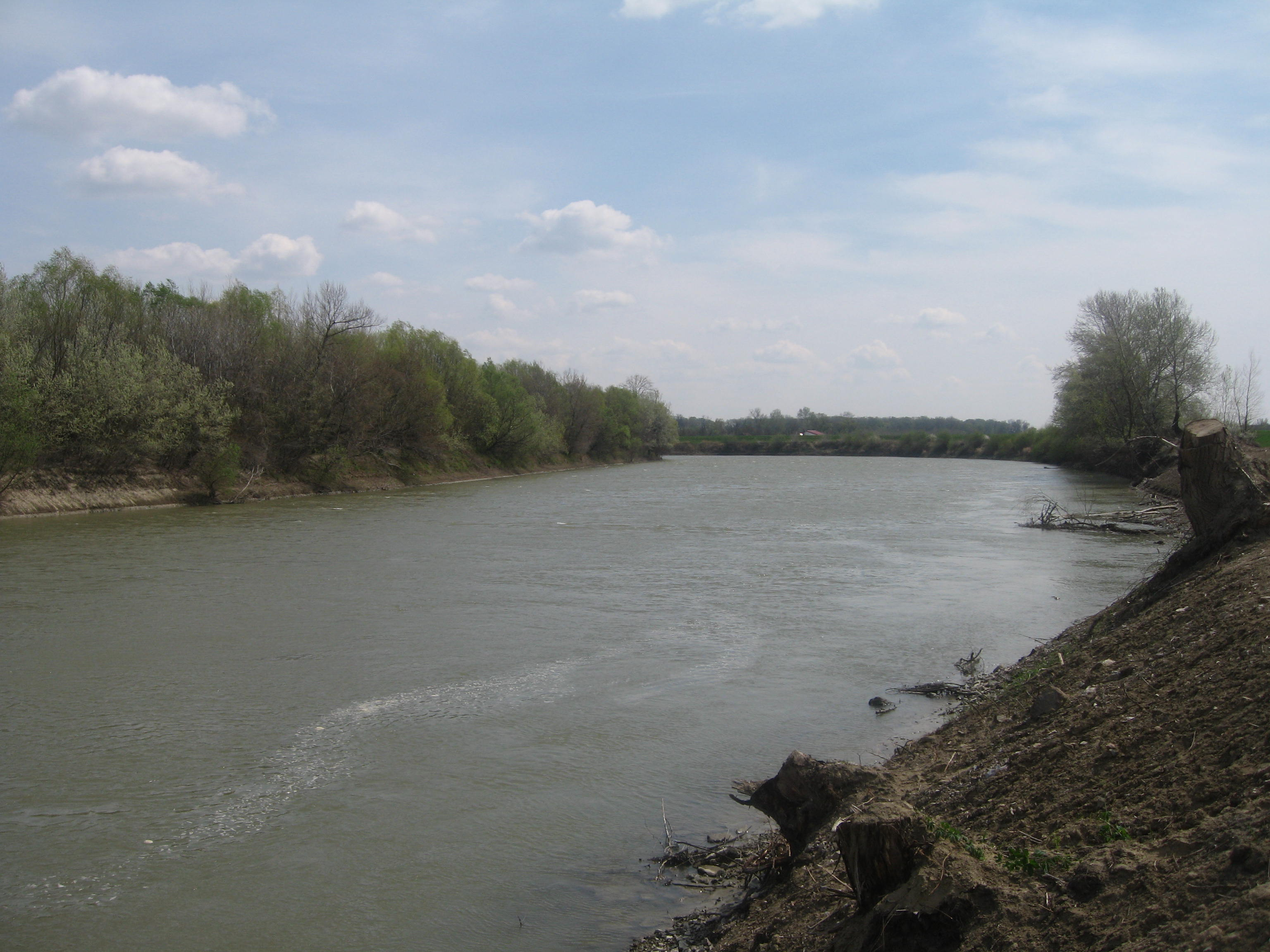
Râul Prut curgând în apropiere de Drânceni
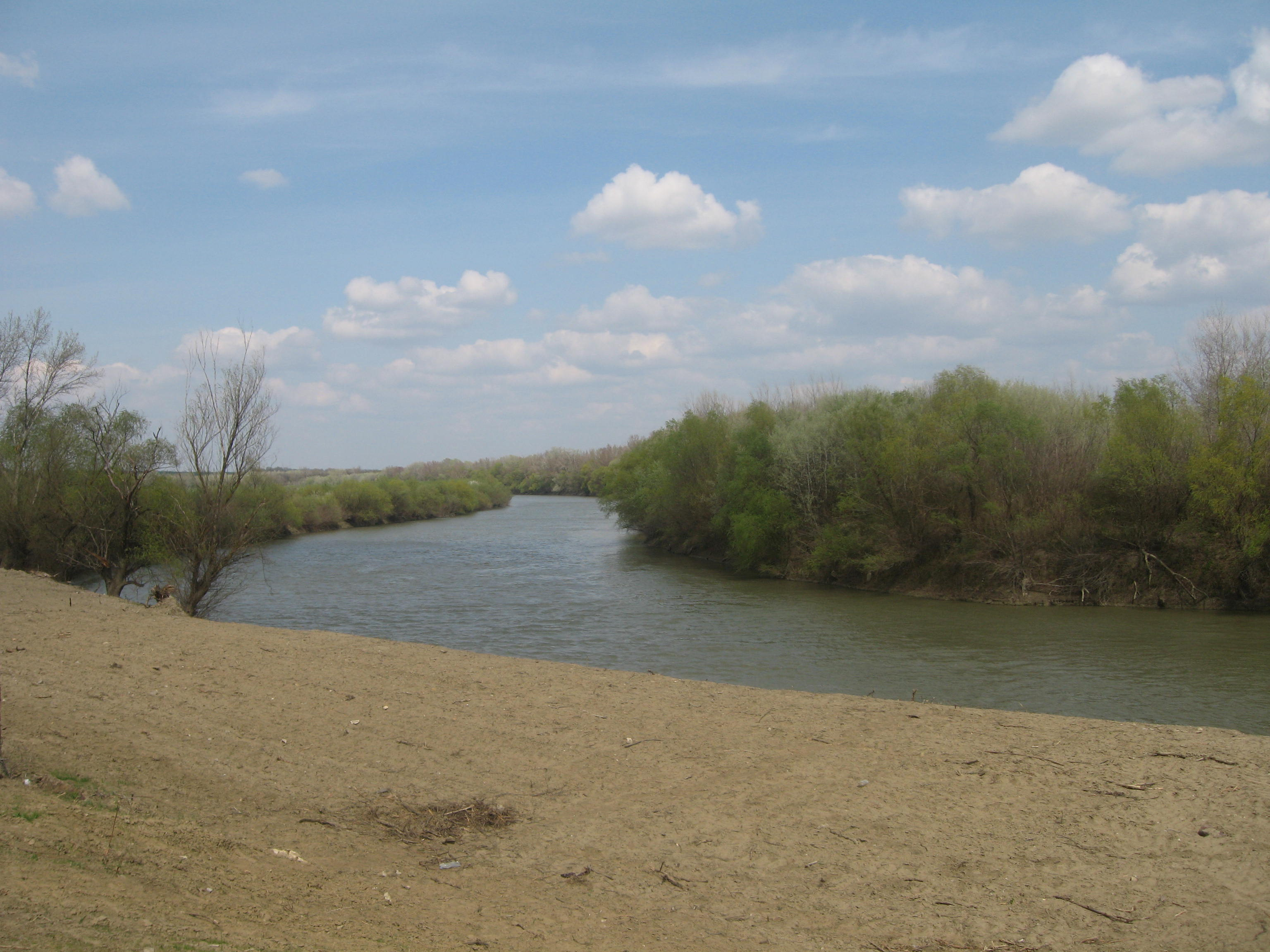
Râul Prut curgând în apropiere de Drânceni
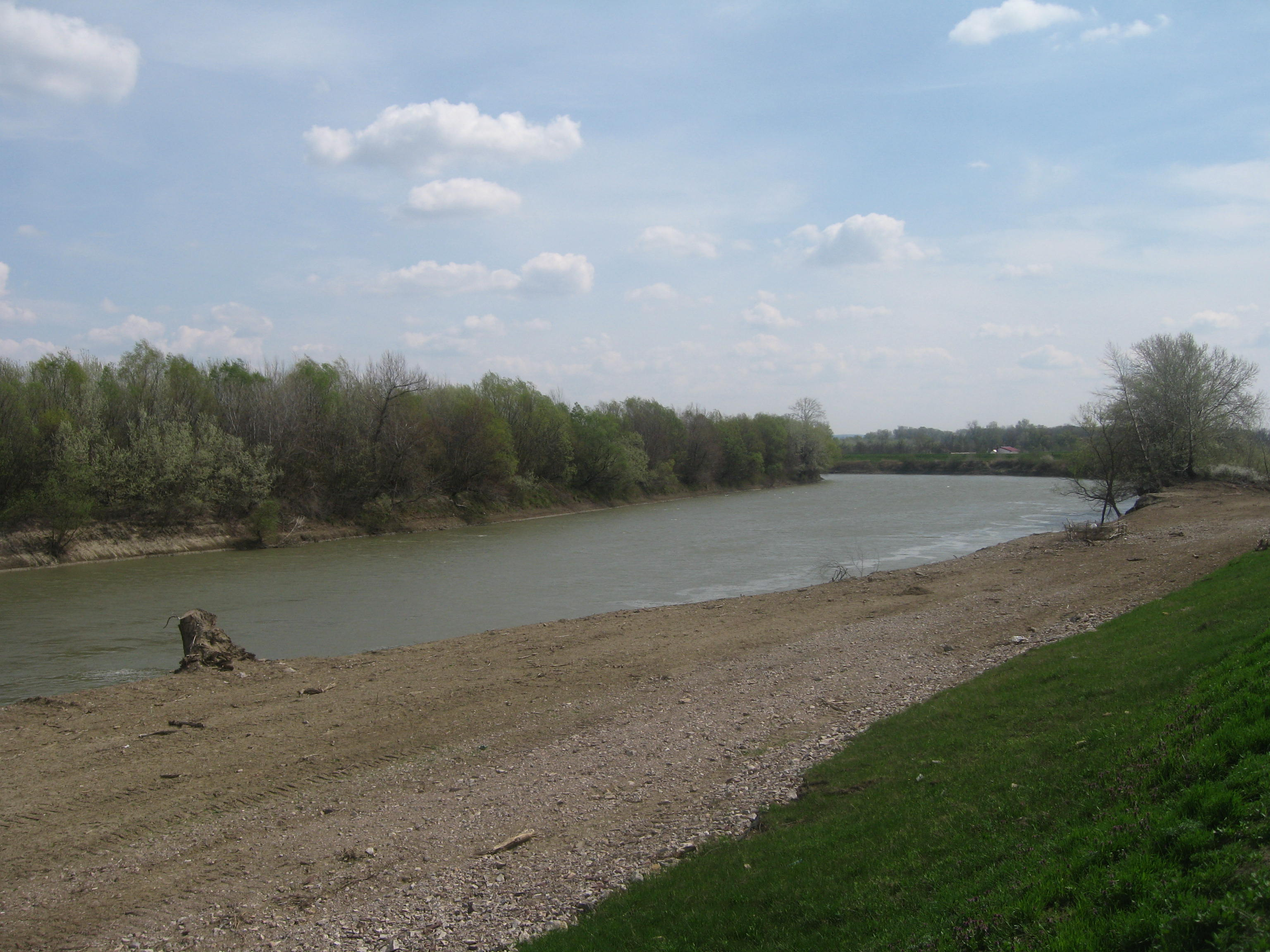
Râul Prut - frontieră de stat între România și Republica Moldova
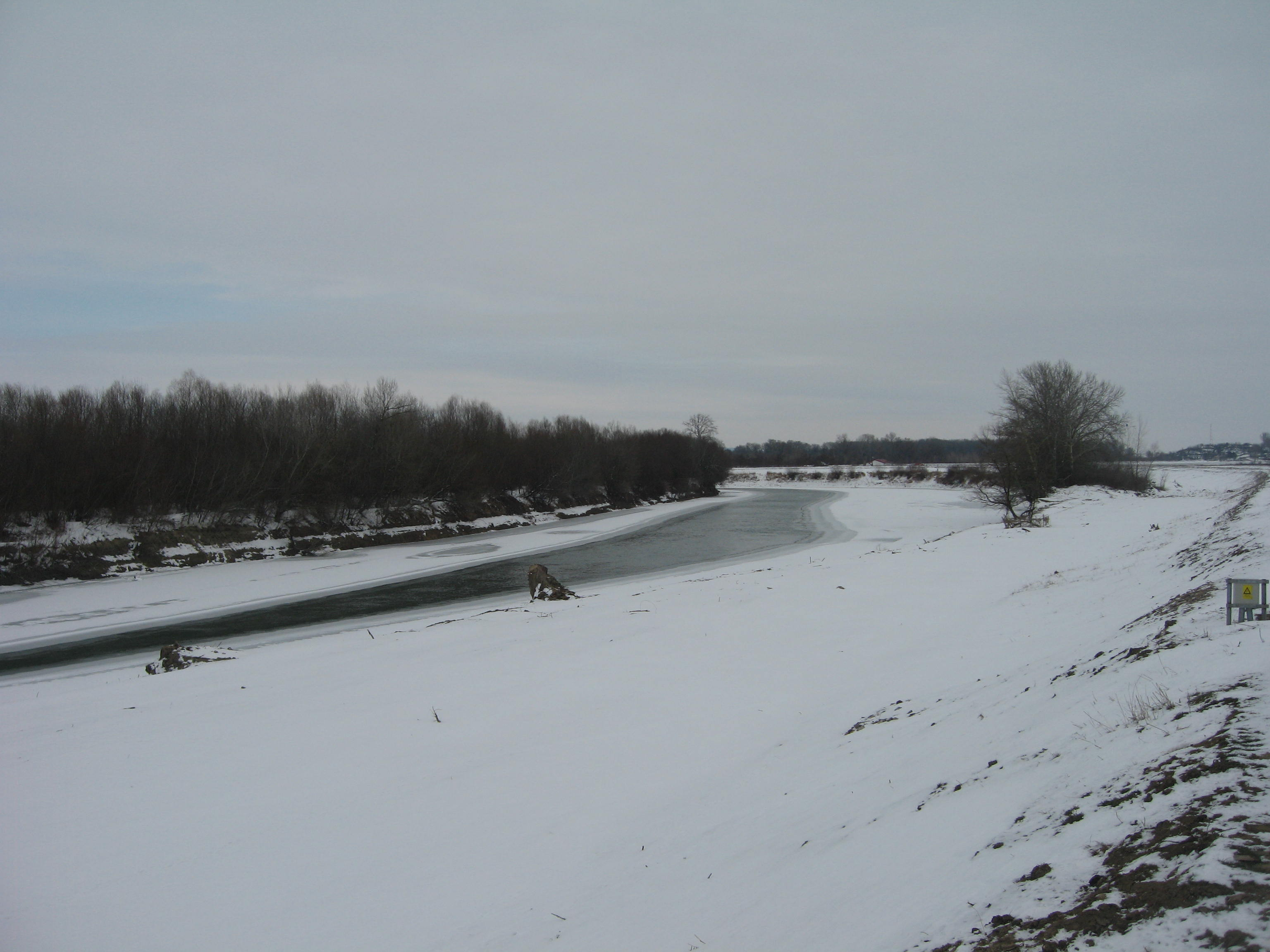
Râul Prut curgând iarna în apropiere de Albița
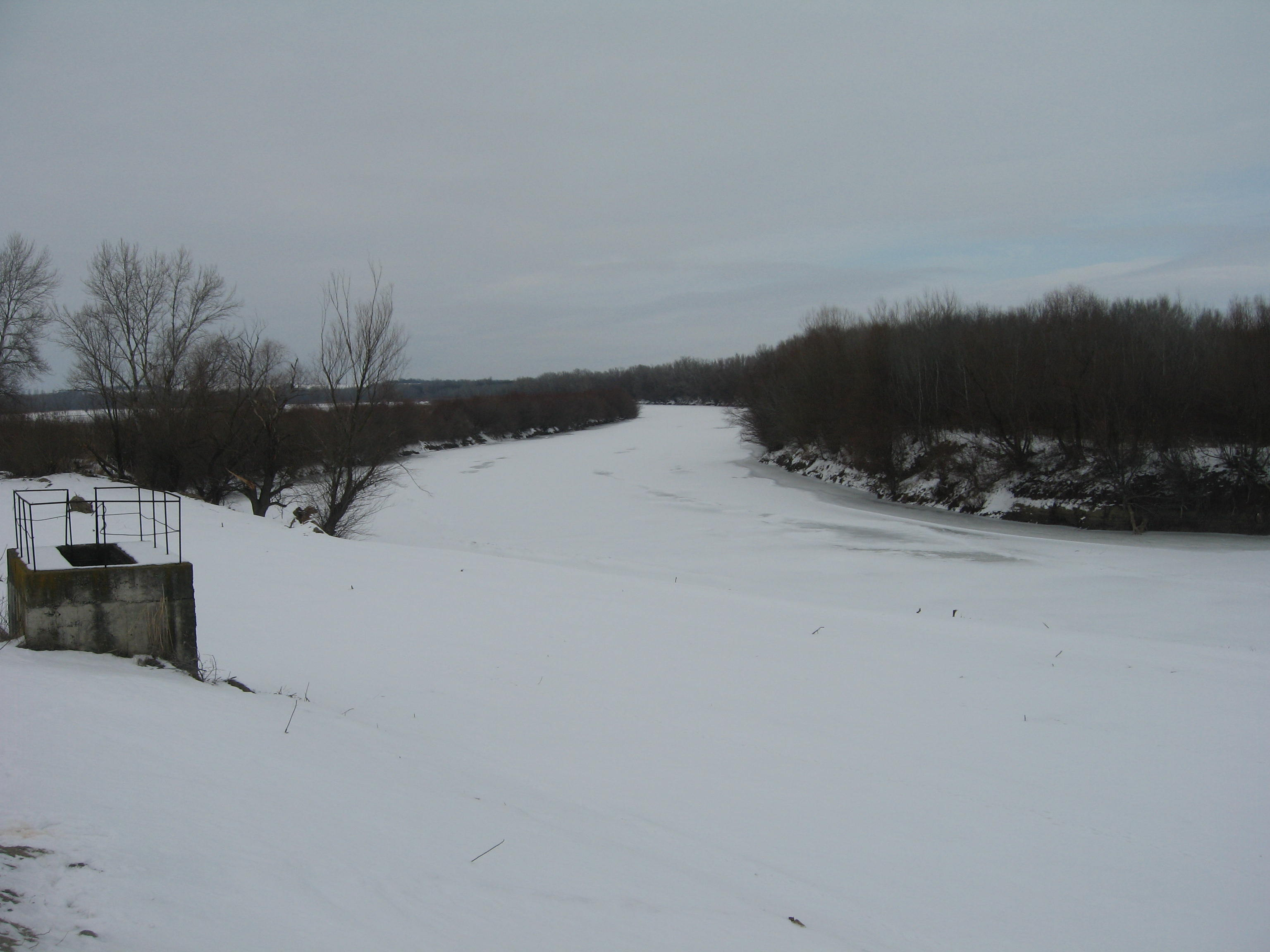
Râul Prut înghețat în apropiere de Albița
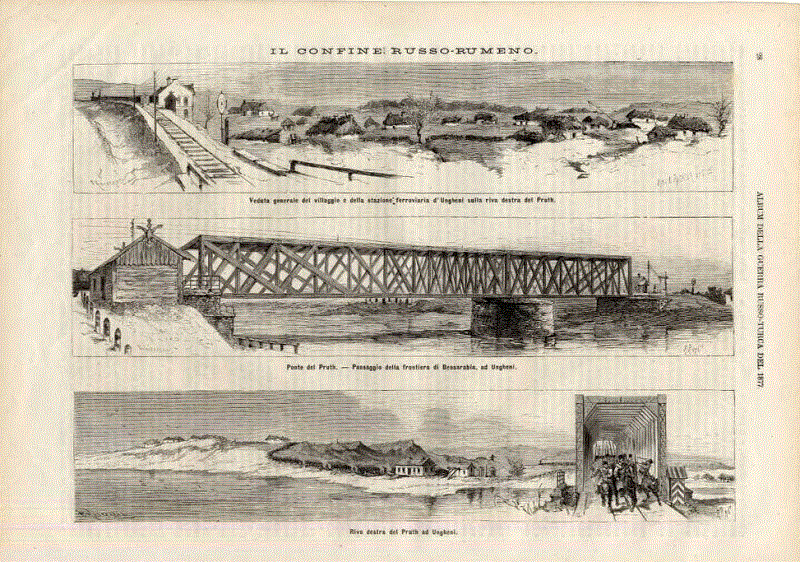
Podul Eiffel, Ungheni
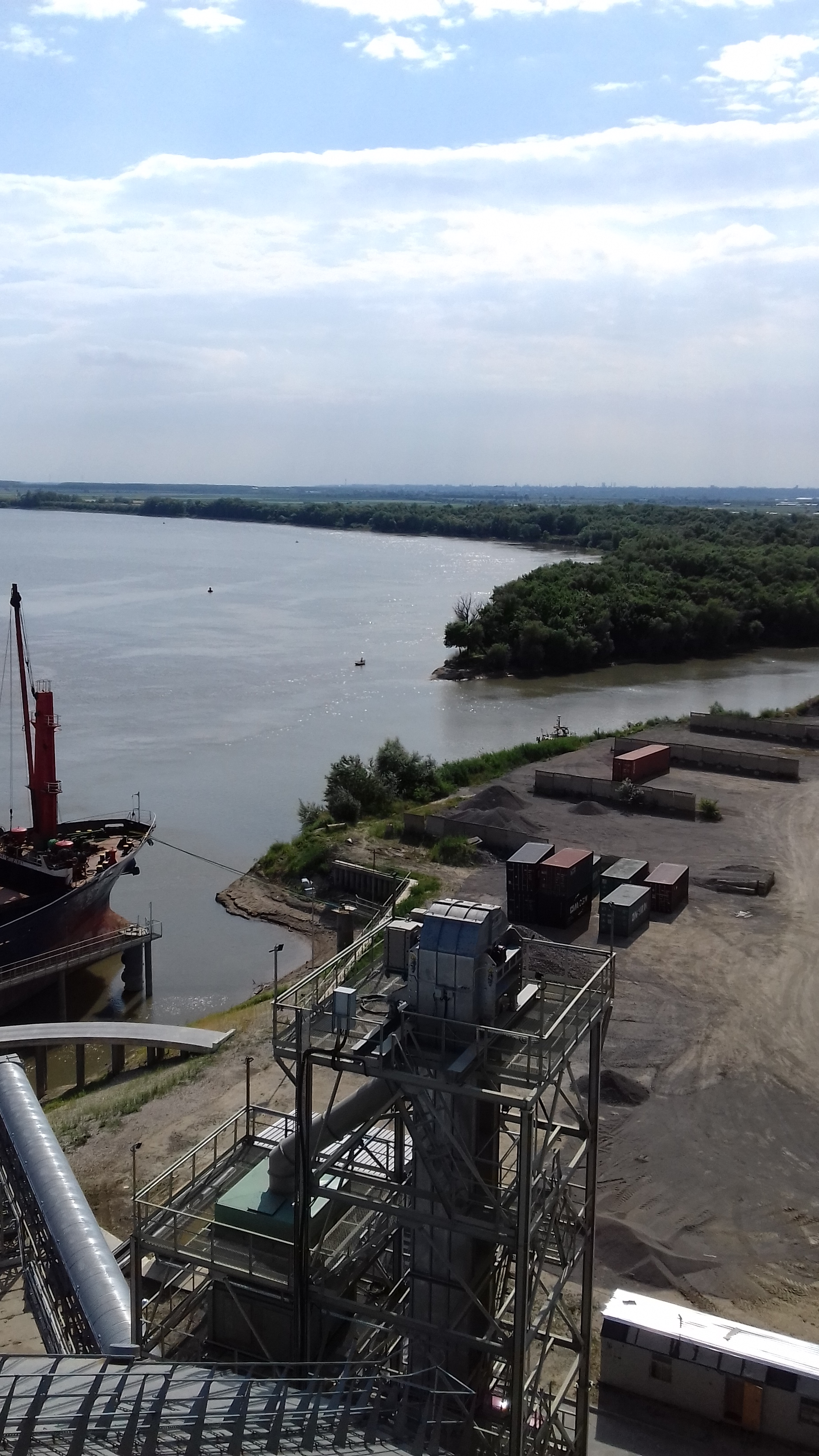
Gura Prutului lângă Portul Giurgiulești